# Josafat
|  | Per a altres significats, vegeu «Josafat (desambiguació)». |

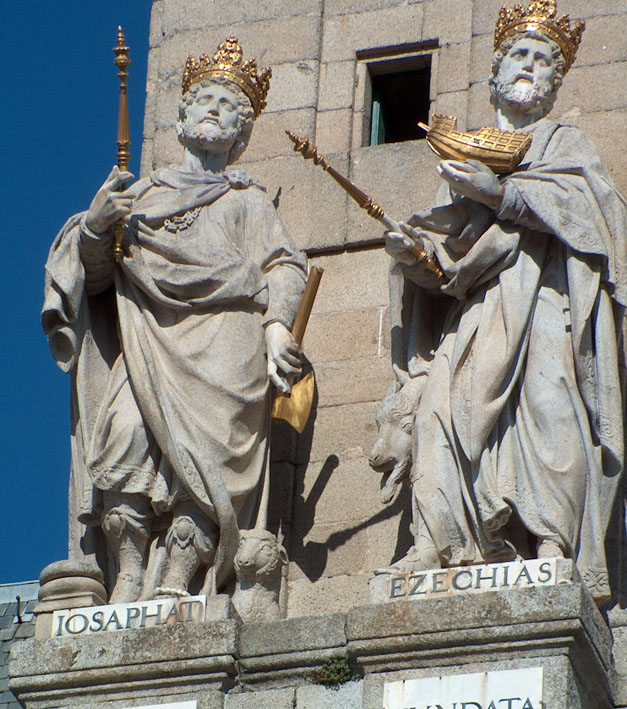
Josafat i Ezequies en una escultura de Juan Bautista Monegro a El Escorial

Segons la Bíblia, Josafat (en hebreu יהושפט בן-אסא Yehoshafat ben Asa) va ser el quart rei de Judà. Va regnar 25 anys entre 870-848 a.n.e. segons la cronologia tradicional, o entre 937-913 a.n.e. segons la cronologia bíblica.

## Successos destacats
A l'edat de trenta-cinc anys va succeir el seu pare, Asà. El seu regnat va ser contemporani dels d'Acab, Ahazià i Jehoram, reis d'Israel. La seva governació es va caracteritzar per la seva estabilitat, prosperitat, glòria i relativa pau amb les nacions veïnes. Josafat rebia regals de part dels seus súbdits, i els filisteus i els àrabs li donaven tribut.
Josafat va enfortir la seva posició col·locant forces militars a les ciutats fortificades de Judà i guarnicions a la terra de Judà i al territori d'Israel capturat pel seu pare, Asà. Un gran cos de guerrers valents van servir a Jerusalem a favor dels interessos reials, i en Judà es van edificar fortificacions i ciutats de dipòsits.
Josafat va comissionar a certs prínceps, levites i sacerdots perquè ensenyessin la Llei de Jehovà a les ciutats de Judà. També va santificar les ofrenes sagrades i va viatjar per tot el seu regne exhortant als seus súbdits que tornessin a l'adoració a Jehovà. Va continuar amb valor la campanya contra la idolatria que havia iniciat el seu pare, Asà. No obstant això, el culte pagà estava tan arrelat entre els israelites, que els esforços de Josafat no van aconseguir erradicar-lo definitivament.
Al regnat de Josafat es va instituir un sistema judicial millor a Judà. El rei mateix va inculcar en els jutges la importància de ser imparcials i no acceptar cap suborn de ningú.
Va mantenir a ratlla les nacions veïnes de Moab, Ammon i Edom.

## Aliança amb Israel
Josafat va mantenir la pau amb el regne del nord i va formar una aliança matrimonial amb Acab. Va cassar el seu fill Joram amb la filla del rei Acab d'Israel, Atalia. Per aquesta raó, en diverses ocasions es va veure embolicat en altres aliances amb el Regne d'Israel.
Posteriorment, Josafat es va associar amb el rei Ahazià, el successor d'Acab, en un projecte de construcció naval que es realitzava en Ession-Guèber, al golf d'Àqaba; però el projecte va fracassar.
Després Josafat es va unir a Jehoram (el successor d'Ahazià) i al rei d'Edom en una ofensiva militar per reprimir la revolta del rei moabita Mesha contra el regne de deu tribus, però els exèrcits de l'aliança es van veure entrampats i sense aigua al desert. Finalment, els consells del profeta Eliseu va salvar els tres reis i els seus exèrcits del desastre.

## Final del regnat
Mentre Josafat encara vivia, li va cedir el regne al seu primogènit Joram, i als seus altres fills els va donar valuosos regals, juntament amb ciutats fortificades de Judà.